# ترقيات مستمرة
في تطوير البرمجيات, ترقيات مستمرة (بالإنجليزية: rolling release)‏ نهج يشير إلى نظام تطوير البرمجيات بشكل مستمر، والذي يقوم على استقبال التحديثات والترقيات بشكل دائم ومستمر، والحصول على توزيعة محدثة باستمرار بدلا من انتظار الإصدارات الجديدة من التوزيعة لتقوم بالترقية. وبهذا لن تحتاج إلى انتظار الإصدارات الجديدة من التوزيعة لترقيتها لان الإصدار الذي تملكه الآن محدث لاخر شيء موجود لدى المنابع. ويسمح لك النظام بالتراجع عن التحديث أو العودة لإصدار أقدم من الحزمة، وتستخدم الترقيات المستمرة في بعض توزيعات لينكس.

## امثلة
امثلة على التوزيعات العاملة بنظام الترقيات المستمرة:
- توزيعات مبنية على جنتو: جنتو, سابيون, Funtoo, Calculate
- توزيعات مبنية على ارش: آرتش لينكس, ArchBang ,Chakra Linux, Kahelأو أس، وارش هيرد (يستخدم نواة هيرد بدلا من لينكس)
- توزيعات مبنية على دبيان: ابتوسيد (مبنية على فرع دبيان غير المستقر، والمعروف أيضا باسم "سيد"), مينت دبيان (مبنية على الفرع الاختباري من دبيان) AntiX, (مبنية على دبيان الفرع الاختباري ولكن مع ميبيس)
- توزيعات مبنية على ماندريفا: يونتي لينكس, بي سي لينكس أو إس (جزئي).